# Oskar Rohr
Oskar Rohr (Mannheim,  1912. április 24. – 1988. november 8.) válogatott német labdarúgó.

## Pályafutása

### Klubcsapatban
Pályafutását az a Phönix Mannheim és VfR Mannheim junior csapataiban kezdte. Szenior karrierjét 1930-ban kezdte az FC Bayern Münchenben. 1932-ben megnyerte a német bajnokságot, melynek döntőjében a 35. percben tizenegyesből gólt szerzett. Az 1933-1934-es szezonban a svájci Grasshopper Zürich csapatában játszott. 1934-1939 között az RC Strasbourg színeiben 113 gólt szerzett. 1939-1942 között a francia FC Sète csapatában játszott. A második világháború után visszatért Németországba. 1945-ben a VfR Mannheim, 1946-ban TSV Schwaben Augsburg csapatában játszott. Az 1947–1948 szezonban FK Pirmasens labdarúgója volt. Az 1948–1949-es szezonban az SV Waldhof Mannheim csapatában játszott. A labdarúgástól 1949-ben vonult vissza.

### A válogatottban
1932-ben és 1933-ban játszott négy mérkőzésen szerepelt a német válogatottban és öt gólt szerzett.